# Antwerps maniërisme

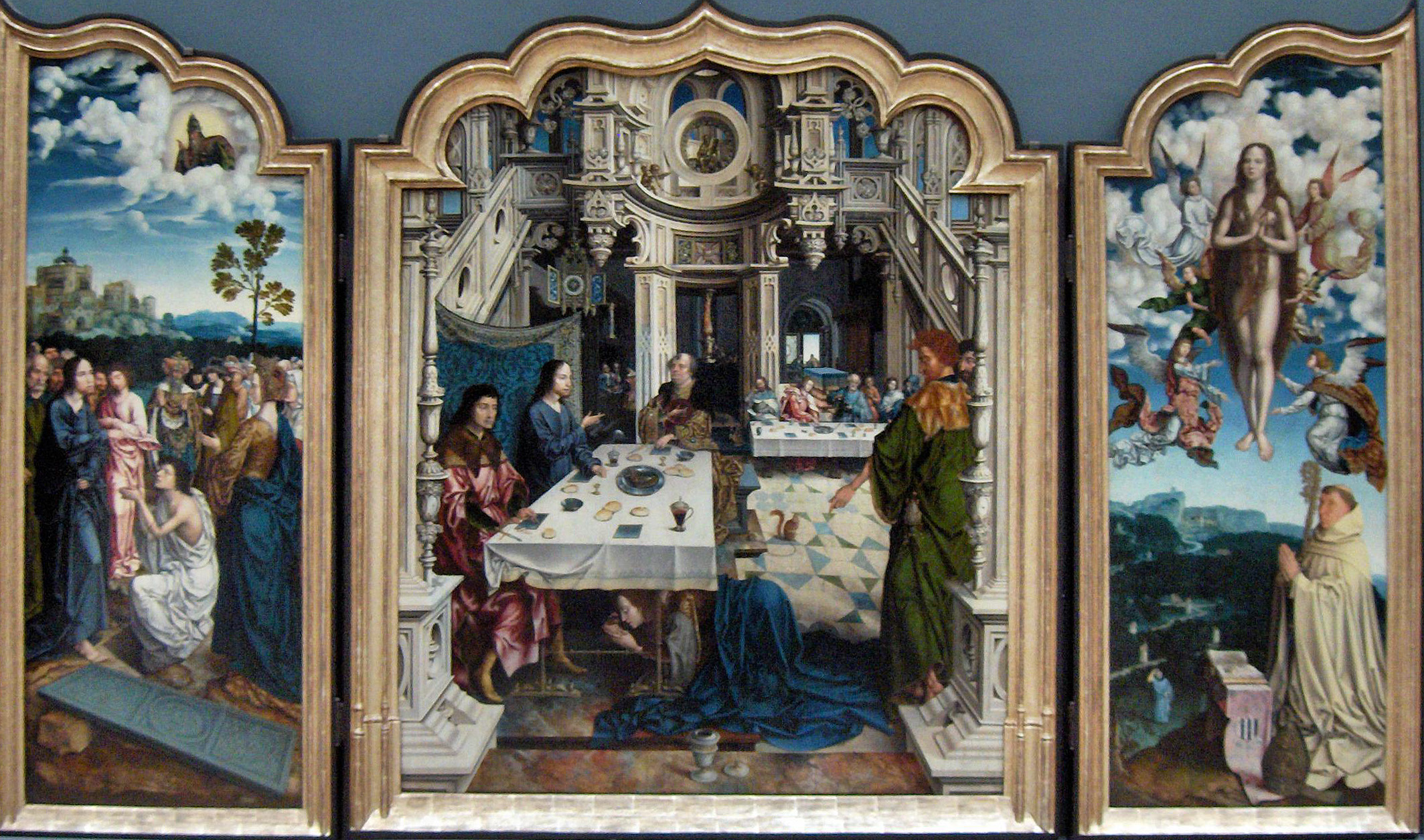
Meester van 1518, Triptiek van de abdij van Dielegem, Brussel, Koninklijke Musea voor Schone Kunsten van België.

Het Antwerps maniërisme is een kunststijl die werd gedefinieerd als de schilderstijl van  een groep van schilders die actief waren in Antwerpen in het begin van de zestiende eeuw (1500-1530). Onder de meesters die men tot de Antwerpse maniëristen rekent is een grote groep anonymi. De stijl waarin deze meesters werkten is niet gerelateerd aan wat over het algemeen onder maniërisme wordt verstaan namelijk: 'de stijl die volgde op de hoogrenaissance' met meesters als Parmigianino, Pontormo, Bronzino en Bartholomeus Spranger. Het Antwerpse maniërisme is daarentegen de stijl die gebruikt werd door de schilders in Antwerpen tussen de gotiek en de renaissance. De werken van deze meesters hebben dus kenmerken van de Vlaamse Primitieven en van de vroege renaissance. Dit Antwerps maniërisme zal later overgaan in het romanisme en de renaissance.

## Stijlkenmerken
Het Antwerps Maniërisme wordt gekarakteriseerd door kleurrijke, vrij rusteloze, breed geschilderde scènes. De meesters hebben een voorkeur voor figuren in exotische kleding die elegante soms wat extravagante houdingen aannemen. De achtergrond bestaat vaak uit een gefantaseerde hybride architectuur waarin zowel gotische als renaissance-elementen voorkomen. Een van de geliefde thema's was de Aanbidding der Wijzen omwille van de oosterse kledij die men kon bedenken, maar voor het overige bleef de thematiek van de 15e eeuw gebruikelijk. De maniëristen schilderden evengoed als hun voorgangers vooral religieuze taferelen.

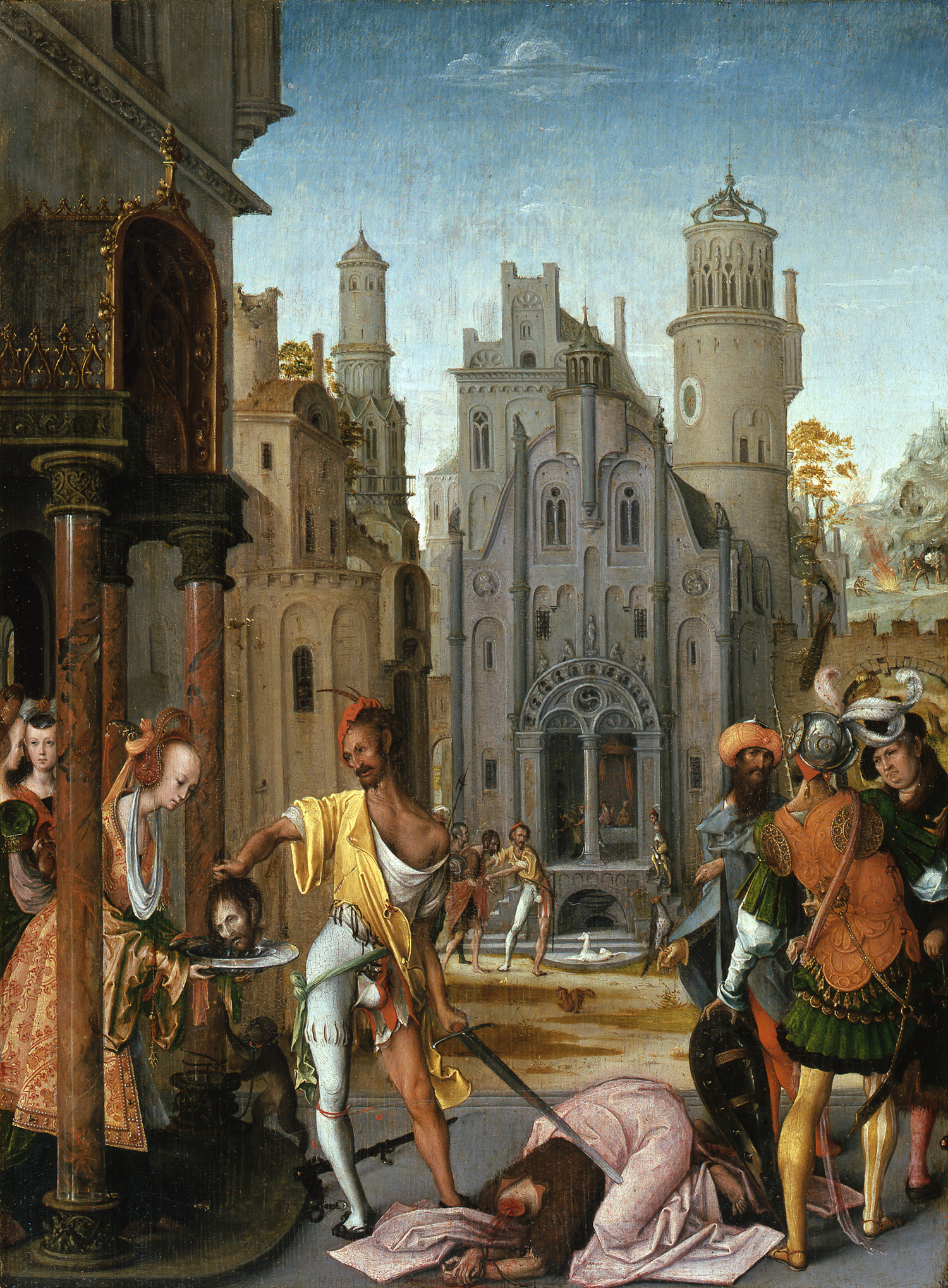
Pseudo-Bles meester, Onthoofding van Johannes de Doper, Berlijn, Gemäldegalerie.

## Naamgeving
De term werd voor het eerst gebruikt door Max Jakob Friedländer in zijn werk Die Antwerpener Manieristen von 1520, waarin hij een eerste poging doet om, zoals hij het zelf zegt, "orde te brengen in de woestijn van de steeds groeiende berg van werken uit de Nederlanden in onze verzameling die tot mijn alsmaar groeiende ergernis worden opgevoerd onder de Verlegenheitsnamen Herri met de Bles". Antwerps maniërisme betekent hier zoveel als "Antwerpse stijl". Omdat 'maniërisme' te algemeen klonk, voegde Friedländer de plaats- en tijdsbepaling (1520) toe zonder daarmee de groep strikt tot Antwerpen en de tijdsperiode van ca. 1520 te willen beperken, maar hij was wel van oordeel dat de meeste van de 'pseudo-Blesius' werken uit Antwerpen en Antwerpse ateliers afkomstig waren. Hij kwam dus tot de groepsnaam Antwerpener Manieristen von 1520. In zijn besluit dateert hij de werken in de groep tussen 1500 en 1530.
Ondanks de naam Antwerps maniërisme was deze stijl niet beperkt tot Antwerpen. Ook in het noorden van Frankrijk, de Noordelijke Nederlanden werd deze stijl gebruikt. En ook niet alles schilders die actief waren in Antwerpen hingen deze schilderstijl aan. Een even grote groep bouwde verder op het werk van de voorgaande generatie. Als meest getalenteerde van deze groep kan  Quinten Massijs worden genoemd.

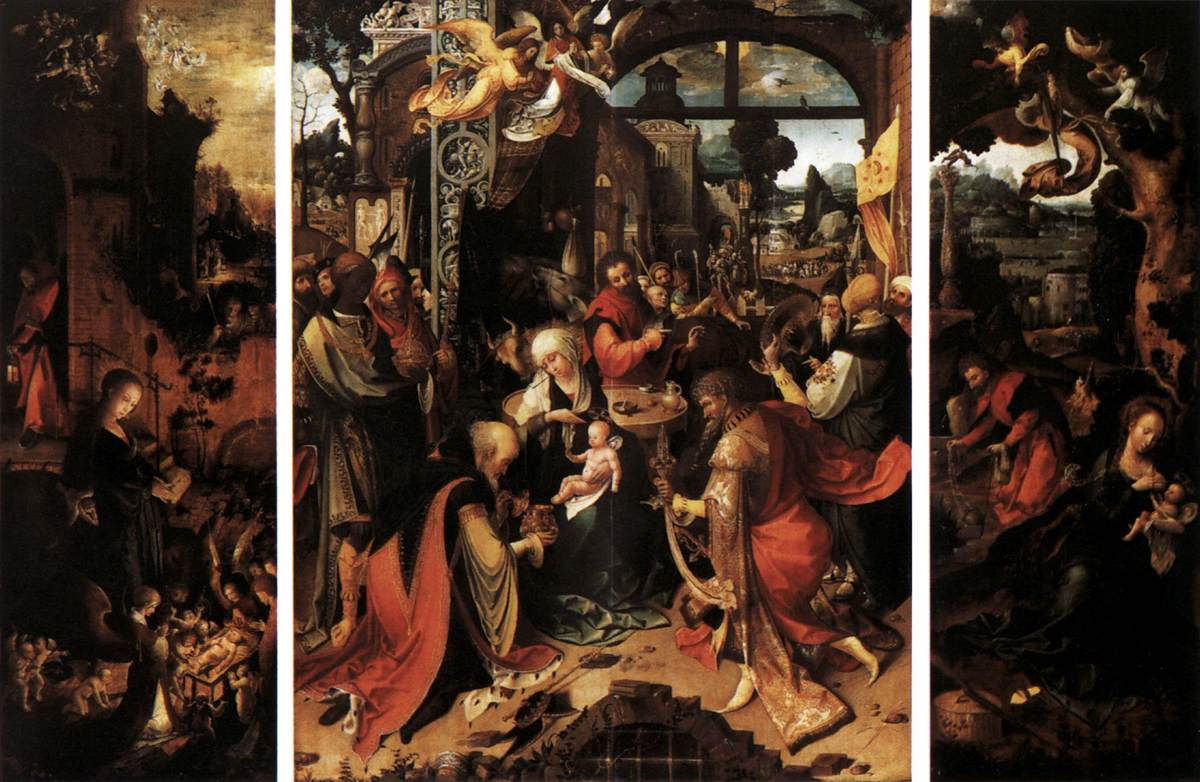
Jan de Beer, Aanbidding der Wijzen, Milaan, Pinacoteca di Brera.

## Meesters
Het succes van de Antwerpse maniëristen hing nauw samen met de opkomst van Antwerpen als handelsmetropool in die periode. In het begin van de 16e eeuw waren er in Antwerpen meer dan honderd zogenaamde 'vrijmeesters' actief die massaal werken produceerden, dikwijls volgens bestaande modellen, en daarbij van atelier naar atelier trokken. De werken uit die periode variëren dan ook van grof seriewerk naar echte meesterwerken. Een mooi overzicht werd bijeengebracht op de tentoonstelling 'ExtravagANT! Antwerpse schilderijen voor de Europese markt 1500-1525 in het Koninklijk Museum voor Schone Kunsten Antwerpen in 2006.
De anonieme meesters uit die periode kregen noodnamen op basis van al dan niet foutieve inscripties zoals de Pseudo-Bles Meester of de Meester van 1518 (Jan Mertens of Jan van Dornicke, de schoonvader van Pieter Coecke van Aelst), op basis van de eigenaar van de werken zoals de meester van de Groote Aanbidding of van hun afkomst en het onderwerp zoals de Meester van Amiens, de Meester van de Antwerpse Aanbidding en de Meester van de Antwerpse Kruisiging. Maar ook getalenteerde artiesten zoals Jan Gossaert, Joos van Cleve, Dirck Vellert en Pieter Coecke stonden bij het begin van hun carrière niet afkerig van het maniërisme.
Hierbij vindt men een niet exhaustieve lijst van bekende meesters en anonymi die tot de Antwerpse maniëristen gerekend worden.